# Grigorij Sokołow (wojskowy)
Grigorij Grigorjewicz Sokołow (ros. Григорий Григорьевич Соколов, ur. 6 czerwca?/19 czerwca 1904 w osadzie Mitiszczi w guberni moskiewskiej, zm. 18 kwietnia 1973 w Moskwie) – generał porucznik, funkcjonariusz radzieckich organów bezpieczeństwa OGPU/NKWD/MSW, m.in. szef Zarządu Głównego Wojsk Pogranicznych Ludowego Komisariatu Spraw Wewnętrznych (ros. skr. NKWD).

## Życiorys
Urodził się w rodzinie malarza. W 1920 roku uczęszczał do szkoły w Charkowie. Od maja 1921 roku do września 1922 roku uczestniczył w kursach w Charkowskiej Szkole Piechoty Robotniczo-Chłopskiej Armii Czerwonej. W latach 1926–1927 kończył kolejne kursy Robotniczo-Chłopskiej Armii Czerwonej m.in. w Nowoczerkasku (dzisiaj obwodzie rostowskim). W 1934 wstąpił do Akademii Wojskowej im. Frunzego.
W latach 1920–1921 służył w Armii Czerwonej w 28 pułku w Szuszy.
Służbę w organach bezpieczeństwa rozpoczął we wrześniu 1922 roku jako pomocnik dowódcy plutonu 14 batalionu 2 pogranicznej dywizji, gdzie służył do stycznia 1923 roku. Przez następny rok był dowódcą kilku plutonów w wojskach GPU, a od czerwca 1924 do czerwca 1925 szefem wartowni w Kamieńcu Podolskim. Do 1930 roku był dowódcą różnych wartowni i oddziałów pogranicznych OGPU w wielu miejscowościach przygranicznych ZSRR. We wrześniu 1930 roku, został mianowany starszym pełnomocnikiem Zarządu Ochrony Pogranicznej i Wojsk GPU Pełnomocnego Przedstawicielstwa OGPU przy Armii Środkowej, sprawował to stanowisko do października 1931 roku. Przez następne dwa lata był inspektorem Zarządu Głównego Ochrony Pogranicznej i Wojsk OGPU ZSRR. W latach 1933–1935 był instruktorem w Wyższej Szkole Pogranicza OGPU-NKWD. 
16 maja 1935 roku objął stanowisko szefa 1 Wydziału Zarządu Ochrony Pogranicznej i Wewnętrznej (UPWO) w Zarządzie Ludowego Komisariatu Spraw Wewnętrznych (UNKWD) Obwodu Leningradzkiego, które sprawował do marca 1937 roku, a od marca tego roku do stycznia 1938 roku był szefem Oddziału Operacyjnego UPWO UNKWD Obwodu Leningradzkiego. Przez następne parę miesięcy był szefem sztabu Pogranicznych i Wewnętrznych Wojsk NKWD Leningradzkiego Okręgu. Następnie w połowie 1938 roku został zastępcą szefa Pogranicznych i Wewnętrznych Wojsk NKWD ZSRR, a na początku lutego 1939 roku pełniącym obowiązki szefa. 8 marca 1939 roku został mianowany szefem Głównego Zarządu Wojsk Pogranicznych przy Ludowym Komisariacie Spraw Wewnętrznych Związku Radzieckiego, sprawował to stanowisko do 26 sierpnia 1941 roku, kiedy został naczelnikiem Wojsk NKWD do ochrony tyłów Frontu Zachodniego, a od sierpnia do września 1941 roku szefem sztabu Frontu Centralnego. W tym samym czasie Sokołow został odkomenderowany na jakiś czas do Sztabu Generalnego Armii Czerwonej, do NKWD wrócił w połowie 1944 roku na stanowisko szefa jednego z Zarządów NKWD następnie MSW. Następnie w styczniu 1949 roku, został dowódcą 235 dywizji wojsk Ministerstwa Spraw Wewnętrznych ZSRR, którą dowodził do listopada 1951 roku. W listopadzie 1951 roku został przeniesiony do Ministerstwa Bezpieczeństwa Państwowego ZSRR, ale już w grudniu tego samego roku powrócił do Ministerstwa Spraw Wewnętrznych na stanowisko szefa jednego z wydziałów w Głównym Zarządzie Milicji (ros. skr. GUM), stanowisko to sprawował do połowy 1956 roku.
Ostatnią funkcją jaką Sokołow zajmował w organach MSW było stanowisko naczelnika wojsk pogranicznych w jednym z okręgów ZSRR, które objął 28 lipca 1956 roku.

## Odznaczenia
W swojej długoletniej pracy Sokołow został odznaczony wieloma medalami i orderami m.in. w 1936 roku medalem Zasłużonego pracownika WCzK/GPU, w 1938 roku Medalem na XX lecie Robotniczo-Chłopskiej Armii Czerwonej, W 1940 roku Orderem Czerwonego Sztandaru, w 1941 roku Orderem Czerwonej Gwiazdy, w 1943 Orderem Wojny Ojczyźnianej I klasy, w 1945 roku Orderem Kutuzowa 2 stopnia, oraz Orderem Lenina.